# Kaspar Heinrich von Stechow
Kaspar Heinrich von Stechow (* 20. November 1687 auf Gut Stechow; † 26. Dezember 1746 auf Gut Altenschlage) war ein preußischer Oberst und Chef des Garnisonsregiments Nr. 6.

## Leben

### Herkunft
Seine Eltern waren der Erbherr auf Kotzen Kuno Ludwig von Stechow und dessen Ehefrau Anna Elisabeth, geborene von Stechow aus dem Haus Kotzen.

### Militärkarriere
Stechow war Page bei König Friedrich Wilhelm I. und wurde 1708 Kammerjunker. Er wechselte in das Militär und wurde Hauptmann im Infanterieregiment „Varenne“. Am 12. Juni 1719 wurde er Major, am 22. März 1725 Oberstleutnant sowie 1737 Oberst und Kommandeur des Regiments „Alt-Borcke“. Im Ersten Schlesischen Krieg kämpfte er 1740 bei der Belagerung von Glogau in Schlesien. Am 10. April 1741 wurde er in der Schlacht bei Mollwitz am Fuß verwundet, aber schon bei der Belagerung von Brieg war er wieder dabei. Nach der Eroberung von Brieg erhielt er den Auftrag ein neues Regiment zu werben. Er wurde als Garnisonsregiment Nr. 6 in Dienst gestellt.
Er erkrankte an Augenstar und nahm 1743 seinen Abschied. Er zog sich auf sein Gut Altenschlage in Hinterpommern zurück, wo er am 26. Dezember 1746 starb. Bereits 1725 verkaufte er das Stammgut Stechow an den Hauptmann Ludwig von Bredow.

### Familie
Stechow heiratete 1717 Freiin Henriette Wilhelmine von Pelden gen. Cloudt (1697–1764). Das Paar hatte drei Söhne und vier Töchter, darunter:
- Jost Friedrich Ludwig von Stechow (* 1719; † 1. September 1760), preußischer Oberstleutnant und Ritter des Ordens Pour le Mérite